# Cantón de La Trinité-Porhoët
El cantón de La Trinité-Porhoët era una división administrativa francesa, que estaba situada en el departamento de Morbihan y la región de Bretaña.

## Composición
El cantón estaba formado por seis comunas:
- Évriguet
- Guilliers
- La Trinité-Porhoët
- Ménéac
- Mohon
- Saint-Malo-des-Trois-Fontaines

## Supresión del cantón de La Trinité-Porhoët
En aplicación del Decreto n.º 2014-215 de 21 de febrero de 2014, el cantón de La Trinité-Porhoët fue suprimido el 22 de marzo de 2015 y sus 6 comunas pasaron a formar parte del nuevo cantón de Ploërmel.